# I Still Have Faith in You
I Still Have Faith in You è un singolo del gruppo musicale svedese ABBA, pubblicato il 2 settembre 2021 come primo estratto dal nono album in studio Voyage.

## Descrizione
Registrato nel 2018, si tratta di una power ballad scritta e prodotta da Benny Andersson e Björn Ulvaeus, e rappresenta il primo singolo del quartetto svedese in oltre 38 anni da Thank You for the Music del 1983.
Il singolo è stato commercializzato insieme al successivo Don't Shut Me Down.

## Video musicale
Il video musicale è stato reso disponibile su YouTube in concomitanza con l'uscita del singolo e comprende una serie di scatti fotografici e di brevi filmati registrati durante i video e i tour del gruppo nel corso degli anni. Mostra però nel finale gli avatar degli ABBA, denominati ABBAtar, che saranno sul palco dei futuri concerti del gruppo.

## Tracce
1. I Still Have Faith in You – 5:10

## Formazione
Gruppo
- Anni-Frid Lyngstad – voce
- Benny Andersson – voce, pianoforte, sintetizzatore, arrangiamento
- Björn Ulvaeus – voce
- Agnetha Fältskog – voce

Altri musicisti
- Per Lindvall – batteria, percussioni
- Lasse Wellander – chitarra
- Lasse Jonsson – chitarra
- Pär Grebacken – flauto dolce, clarinetto, sassofono tenore
- Jan Bengtson – flauto, sassofono baritono
- Stockholm Concert Orchestra – orchestra
- Göran Arnberg – orchestrazione, direzione
- Children's Choir of Stockholm International School – coro
- Kimberly Akester – direzione del coro

Produzione
- Benny Andersson – produzione, missaggio
- Björn Ulvaeus – produzione associata
- Bernard Lörn – missaggio, ingegneria del suono, programmazione Pro Tools
- Linn Fijal – assistenza tecnica
- Vilma Colling – assistenza tecnica
- Björn Engelmann – mastering

## Classifiche
| Classifica (2021) | Posizione massima |
| ----------------- | ----------------- |
| Australia         | 39                |
| Austria           | 19                |
| Belgio (Fiandre)  | 24                |
| Croazia           | 17                |
| Danimarca         | 17                |
| Finlandia         | 7                 |
| Germania          | 3                 |
| Irlanda           | 18                |
| Islanda           | 38                |
| Norvegia          | 13                |
| Paesi Bassi       | 21                |
| Regno Unito       | 14                |
| Svezia            | 2                 |
| Svizzera          | 6                 |